# 自衛隊静岡地方協力本部
自衛隊静岡地方協力本部（じえいたいしずおかちほうきょうりょくほんぶ、Shizuoka Provincial Cooperation Office）は、静岡県静岡市葵区柚木366に所在する、自衛隊地方協力本部のひとつ。陸・海・空自衛隊共同の機関だが、通常は陸上自衛隊の東部方面総監の指揮監督下にある。管轄する地域における防衛省・自衛隊の総合窓口として静岡県管内で活動する。

## 沿革
- 1954年（昭和29年）7月5日：陸上自衛隊の機関として陸上自衛隊静岡地方連絡部が編成[2]。
- 1956年（昭和31年）8月1日：自衛隊法施行令の一部改正により地方連絡部が陸海空自衛隊の共同機関となり、自衛隊静岡地方連絡部に改編[3]。
- 2006年（平成18年）7月31日：自衛隊静岡地方協力本部に改編。

## 編成
- 総務課（業務全般の管理運営・支援業務の統括、会計に関する業務）
- 募集課（自衛官の募集・採用に関する業務）
- 援護課
  - 援護班（退職自衛官の再就職援護に関する業務）
  - 予備自衛官班（予備自衛官等の管理に関する業務）

装備車両表示は「静地本」

## 出先機関
- 沼津地域事務所 担当地区：沼津市、御殿場市、小山町、清水町
- 富士地域事務所 担当地区：富士市、富士宮市
- 伊東地域事務所 担当地区：熱海市、伊東市、下田市、河津町、東伊豆町、南伊豆町、松崎町、西伊豆町
- 藤枝地域事務所 担当地区：藤枝市、焼津市、島田市、牧之原市、川根本町、吉田町
- 袋井地域事務所 担当地区：袋井市、磐田市、掛川市、菊川市、御前崎市、森町
- 三島募集案内所 担当地区：三島市、裾野市、伊豆の国市、伊豆市、長泉町、函南町
- 清水募集案内所 担当地区：静岡市清水区
- 静岡募集案内所 担当地区：静岡市葵区、駿河区
- 浜北募集案内所 担当地区：浜松市中央区の一部（旧北区のエリア）、浜名区、天竜区
- 浜松出張所 担当地区：浜松市中央区（旧北区のエリアを除く）、湖西市
- 富士地域援護センター （駒門駐屯地）

## 主要幹部
| 官職名                   | 階級    | 氏名     | 補職発令日     | 前職                    |
| ------------------------ | ------- | -------- | -------------- | ----------------------- |
| 自衛隊静岡地方協力本部長 | 1等陸佐 | 田代裕久 | 2024年03月18日 | 第1輸送ヘリコプター群長 |

| 代 | 階級    | 氏名       | 在職期間                                                    | 出身校・期              | 前職                                               | 後職                                                              |
| -- | ------- | ---------- | ----------------------------------------------------------- | ----------------------- | -------------------------------------------------- | ----------------------------------------------------------------- |
| 01 | 1等陸佐 | 神尾周一   | 1954年07月05日 - 1959年03月16日                             | 東京帝国大学 昭和5年卒  | 保安隊特科学校総務部長                             | 陸上自衛隊需品補給処補給部長                                      |
| 02 | 1等海佐 | 板谷毅     | 1959年03月17日 - 1962年01月04日                             | 神高船（航） 昭和13年卒 | 呉地方総監部経理補給部長                           | 海上自衛隊幹部学校付 →1963年1月16日 横須賀警備隊司令              |
| 03 | 1等海佐 | 谷井徳光   | 1962年01月05日 - 1963年01月15日                             | 海兵63期                | 練習艦隊司令部幕僚                                 | 海上自衛隊幹部候補生学校教育部長                                  |
| 04 | 2等陸佐 | 佐野重男   | 1963年01月16日 - 1966年03月15日 ※1964年07月01日 1等陸佐昇任 | 法政大学                | 陸上幕僚監部第1部広報班長 （2等陸佐）              | 東部方面総監部厚生課長                                            |
| 05 | 1等陸佐 | 箕浦文雄   | 1966年03月16日 - 1968年07月15日                             | 陸士50期                | 西部方面総監部第1部長                              | 第10師団司令部付 →1969年1月1日 退職（陸将補昇任）                 |
| 06 | 1等陸佐 | 木村重夫   | 1968年07月16日 - 1970年10月31日 ※1970年07月01日 陸将補昇任  | 陸士51期・ 陸大60期     | 第40普通科連隊長 兼 小倉駐とん地司令               | 第10師団副師団長 兼 守山駐とん地司令                              |
| 07 | 1等陸佐 | 小林俊彦   | 1970年11月01日 - 1973年03月15日 ※1972年06月01日 陸将補昇任  | 陸士54期                | 陸上自衛隊富士学校総務部長                         | 陸上自衛隊富士学校付 →1973年4月1日 退職                           |
| 08 | 1等陸佐 | 中村達雄   | 1973年03月16日 - 1975年03月16日                             | 陸士58期                | 陸上自衛隊幹部学校学校教官                         | 陸上自衛隊富士学校 機甲科教育部副部長 兼 同部教務課長             |
| 09 | 事務官  | 藤倉安敬   | 1975年03月17日 - 1977年03月15日                             | 立命館大学              | 自衛隊新潟地方連絡部長                             | 第2教育団付                                                       |
| 10 | 1等陸佐 | 野中照男   | 1977年03月16日 - 1978年07月31日                             | 専修大学                | 第1混成団本部高級幕僚                              | 武山駐とん地業務隊長                                              |
| 11 | 1等空佐 | 政狩圭亮   | 1978年08月01日 - 1980年07月31日                             | 防大1期                 | 航空幕僚監部防衛部調査第2課 収集第1班長            | 航空幕僚監部監察官付 →1981年3月16日 航空幕僚監部防衛部調査第2課長 |
| 12 | 1等空佐 | 久次米徹志 | 1980年08月01日 - 1982年03月15日                             | 中央大学 昭和32年卒     | 航空幕僚監部防衛部防衛課 業務計画班長              | 航空自衛隊幹部学校主任教官                                        |
| 13 | 1等空佐 | 糸長芳輝   | 1982年03月16日 - 1984年03月15日                             | 防大4期                 | 航空幕僚監部装備部装備課計画班長                   | 航空幕僚監部防衛部勤務                                            |
| 14 | 1等陸佐 | 近藤一視   | 1984年03月16日 - 1986年03月16日                             | 防大1期                 | 陸上自衛隊幹部学校主任教官                         | 東北方面総監部勤務                                                |
| 15 | 1等陸佐 | 青山昌嗣   | 1986年03月17日 - 1988年03月15日                             | 防大3期                 | 第38普通科連隊長 兼 八戸駐屯地司令                 | 第1教育団長                                                       |
| 16 | 1等陸佐 | 勝木俊知   | 1988年03月16日 - 1990年03月31日                             | 防大5期                 | 統合幕僚会議事務局第1幕僚室 総務班長               | 陸上自衛隊幹部学校主任教官                                        |
| 17 | 1等空佐 | 松江靖彦   | 1990年04月01日 - 1992年03月15日                             | 防大11期                | 航空幕僚監部防衛部防衛課 業務計画班長              | 航空総隊司令部防衛部防衛課長                                      |
| 18 | 1等空佐 | 井上敏和   | 1992年03月16日 - 1994年03月22日                             | 防大12期                | 第4航空団基地業務群司令                            | 航空教育隊第1教育群司令                                           |
| 19 | 1等空佐 | 赤堀政憲   | 1994年03月23日 - 1996年03月31日                             | 防大14期                | 第1輸送航空隊基地業務群司令                        | 中部航空方面隊司令部人事部長                                      |
| 20 | 1等空佐 | 菅野秀樹   | 1996年04月01日 - 1998年11月30日                             | 日本大学 昭和47年卒     | 航空幕僚監部技術部技術第1課 技術調整官 兼 計画班長 | 航空幕僚監部技術部技術第2課長                                     |
| 21 | 1等空佐 | 長尾齊     | 1998年12月01日 - 2000年06月29日                             | 防大18期                | 情報本部勤務                                       | 第3航空団基地業務群司令                                           |
| 22 | 1等空佐 | 井原孝司   | 2000年06月30日 - 2002年07月31日                             | 防大18期                | 統合幕僚会議事務局第3幕僚室 運用第1班長            | 情報本部緊急・動態部長                                            |
| 23 | 1等空佐 | 瀧内健治   | 2002年08月01日 - 2003年07月31日                             | 秋田大学 昭和50年卒     | 情報本部勤務                                       | 航空自衛隊幹部候補生学校教育部長                                  |
| 24 | 1等空佐 | 遠藤秀一   | 2003年08月01日 - 2005年07月31日                             | 防大25期                | 航空幕僚監部人事教育部人事計画課 総括班長          | 航空自衛隊幹部学校 情報主任研究開発官                             |
| 25 | 1等空佐 | 池川昭司   | 2005年08月01日 - 2007年07月31日                             | 防大24期                | 航空自衛隊第4補給処 資材計画部長                   | 航空自衛隊補給本部第4部長                                         |
| 26 | 1等空佐 | 深瀬尚久   | 2007年08月01日 - 2009年11月30日                             | 防大27期                | 航空幕僚監部人事教育部 補任課服務室長              | 第4高射群司令                                                     |
| 27 | 1等空佐 | 柏瀬靜雄   | 2009年12月01日 - 2011年07月31日                             | 防大28期                | 航空幕僚監部運用支援・情報部 情報課情報運用室長    | 航空自衛隊幹部学校主任教官                                        |
| 28 | 1等陸佐 | 武本茂     | 2011年08月01日 - 2013年07月31日                             | 防大27期                | 第2高射特科群長                                    | 北部方面総監部総務部長                                            |
| 29 | 1等空佐 | 山下愛仁   | 2013年08月01日 - 2014年07月25日                             | 駒澤大学・ 80期幹候     | 航空幕僚監部首席法務官付法務官 （企画・訴訟担当）  | 航空幕僚監部人事教育部 補任課服務室長                             |
| 30 | 1等空佐 | 佐藤一郎   | 2014年07月26日 - 2015年07月31日                             | 法政大学・ 80期幹候     | 第1航空団整備補給群司令                            | 航空自衛隊補給本部第1部長                                         |
| 31 | 1等陸佐 | 根本博之   | 2015年08月01日 - 2017年07月31日                             | 防大29期                | 第31普通科連隊長                                   | 陸上自衛隊幹部学校研究課長                                        |
| 32 | 1等空佐 | 定免克己   | 2017年08月01日 - 2018年12月20日                             | 防大36期                | 北部航空警戒管制団 北部防空管制群司令              | 北部航空方面隊司令部幕僚長                                        |
| 33 | 1等空佐 | 宮川知己   | 2018年12月21日 - 2020年06月16日                             | 九州国際大学・ 83期幹候 | 統合幕僚監部運用部運用第2課 災害対策調整官         | 航空救難団飛行群司令                                              |
| 34 | 1等空佐 | 杉谷康征   | 2020年06月17日 - 2022年01月19日                             | 防大39期                | 中部航空警戒管制団 基地業務群司令                  | 航空総隊司令部防衛部防衛課長 兼 航空総隊司令部勤務                |
| 35 | 1等空佐 | 武田恭一   | 2022年01月20日 - 2024年03月17日                             | 防大40期                | 中部航空警戒管制団 中部防空管制群司令              | 北部航空方面隊司令部総務部長                                      |
| 36 | 1等陸佐 | 田代裕久   | 2024年03月18日 -                                            | 防大39期                | 第1輸送ヘリコプター群長                            |                                                                   |